# Vaľkovňa
Vaľkovňa est un village de Slovaquie situé dans la région de Banská Bystrica.

## Histoire
Première mention écrite du village en 1612.

## Démographie

### Évolution de la population
| Année:               | 1994. | 2004.    | 2014.    | 2024.   |
| -------------------- | ----- | -------- | -------- | ------- |
| Nombre de personnes: | 282   | 337      | 422      | 402     |
| Différence:          |       | +19,50 % | +25,22 % | -4,73 % |

| Année:               | 2023. | 2024.   |
| -------------------- | ----- | ------- |
| Nombre de personnes: | 412   | 402     |
| Différence:          |       | -2,42 % |